# Henrik Rambe
Swen Henrik Rambe, född 29 augusti 1972, kompositör och jurist, gift med Magdalena Galle Rambe, bror till Lars Rambe och Christian Rambe. Föräldrar Swen och Birgitta Rambe
Efter avslutat gymnasium (samhällsvetenskaplig linje, estetisk variant, Kungsholmens gymnasium), pianostämmarstudier i Florida, USA, universitetsstudier i språk, teater- och musikvetenskap samt juridik (jur. kand., Lunds universitet, 2000) under 1990-talet och arbete som jurist i början av 2000-talet, har Rambe framför allt satsat på kompositörsbanan. I nära samarbete med bl.a. regissören och skådespelaren Philip Zandén har Rambe övervägande komponerat musik för teaterscenen.

## Teaterproduktioner
Originalmusik
Sommarnöjet av Carlo Goldoni, slutproduktion, Teaterhögskolan i Göteborg, premiär 20 oktober 2003. Översättning: Eva Alexanderson, regi: Philip Zandén, kostym: Inger Elvira Persson, originalmusik: Henrik Rambe, producent: Anna Franséhn, ljus och teknik: Lars-Åke Gustafsson, teknik: Fredrik Magnusson och Thomas Magnusson, studioteknik: Daniel Veres, kostymföreståndare: Berit Wallmark, mask: Kerstin Olsen. I rollerna: Bo Wettergren, Ellen Bredefeldt, Tjelvar Eriksson, Jonas Hellman-Driessen, Charlotta Jonsson, Helena Nizic, Martin Pareto, Alexander Stocks, Marie Robertson, Francisco Sobrado, Viktoria Folkesson, Tove Wiréen, Samuel Hellström.
Fordringsägare av August Strindberg, Stockholms Stadsteater, premiär 20 januari 2005, Stora scenen. Regi: Philip Zandén, scenografi och kostym: Peter Holm, ljus: Linus Fellbom, originalmusik: Henrik Rambe. I rollerna: Helena Bergström, Philip Zandén, Kjell Bergqvist, Sandra Aalhuizen, Emilie Roslund, Kalled Mustonen, Maximilian Wallér Zandén. 
Gruffet i Chiozza av Carlo Goldoni, slutproduktion, Teaterhögskolan i Malmö, premiär 23 mars 2007.  Översättning: Eva Alexanderson och Alf Sjöberg, sångtexter: Lars Forssell (tonsatta av Rambe), regi: Philip Zandén, scenografi: Peter Holm, kostym: Inger Elvira Persson, dramaturgi: Jan Mark, mask: Agneta von Gegerfelt, originalmusik (utöver sånger): Henrik Rambe, ljud: Thomas Påhlsson och Henrik Lagergren, ljus: Jan Michelsen. I rollerna: Petra Hultberg, Sanna Turesson, Björn Löfgren, Joel Spira, Maria Simonsson, Caroline Harrysson, Emma Sildén, Carl-Johan Öström, Hanna Malmberg, Joel Kinnaman, Simon J. Berger och Mattias Nordkvist. Föreställningen spelades även på Teaterbiennalen i Örebro 2007.
Figaros bröllop av Pierre de Beaumarchais, Stockholms Stadsteater, premiär 28 september 2007, Klarascenen, nypremiär 16 januari 2008, Stora scen. Översättning: Allan Bergstrand, bearbetning: Susanne Marko och Philip Zandén, regi: Philip Zandén, scenografi: Lars Östbergh, kostym: Sven Haraldsson, ljus: Linus Fellbom, originalmusik: Henrik Rambe, ljud: Michael Breschi, Tomas Florhed och Håkan Åslund, mask: Susanne von Platen. I rollerna: Tova Magnusson-Norling, Sven Ahlström, Johannes Bah Kuhnke, Nadja Mirmiran, Vanna Rosenberg, Alexander Stocks
Brott och Brott av August Strindberg, Stockholms stadsteater i samarbete med Strindbergs Intima teater, premiär 21 mars 2009, Strindbergs Intima teater, Norra Bantorget. Bearbetning: Susanne Marko, regi: Philip Zandén, scenografi och kostym: Charles Koroly, ljus: Erik Berglund, mask: Katrin Wahlberg, originalmusik: Henrik Rambe. I rollerna: Jacob Ericksson, Jessica Zandén, Lars Green, Thérèse Svensson, Eva Stenson, Michael Jonsson
Berlin av David Hare, Stockholms stadsteater, premiär 9 november 2009, Lilla scen. Översättning: Susanne Marko och Claes Englund, regi: Philip Zandén och Susanne Marko, scenografi och kostym: Peter Holm, originalmusik och ljudbild: Henrik Rambe, ljus: Alarik Lilliestierna, ljudteknik: Ola Stenström. I rollen: Philip Zandén
Ljuget av Susanne Marko, Mittiprickteatern, premiär 12 februari 2010, Teater Påfågeln, Stockholm. Regi: Susanne Marko, scenografi och kostym: Christina Nilsson Ramberg, originalmusik och ljuddesign: Henrik Rambe, ljus: Hans Österlund. I rollerna: Lennart Gustafsson, Ulrika Hansson och Eva Welinder / Maria Simonsson (alternerande)
0,00017 ‰ – Illusionsbygget av Stina Sturesson & Vanja Hamidi Isacson, Teater Foratt, premiär 15 september 2010, Teaterhuset Bastionen, Malmö. Regi: Niclas Sandström, scenografi: Stefan Ersson, kostym: Åsa Ersson, originalmusik och ljuddesign: Henrik Rambe, ljus: Jonas Åkesson. I rollerna: Alaá Al-Jazairi, Eleanora DeLoughery Nordin, Lotten Roos, Matthias Thorbjörnsson.
0,00017 ‰ – Champagne & Gravöl av Stina Sturesson & Vanja Hamidi Isacson, Teater Foratt, premiär 2 oktober 2010, Teaterhuset Bastionen, Malmö. Regi: Niclas Sandström, scenografi: Stefan Ersson, kostym: Åsa Ersson, originalmusik och ljuddesign: Henrik Rambe, ljus: Jonas Åkesson. I rollerna: Rayam Al-Jazairi, Ester Claesson, Eleanora DeLoughery Nordin, Hanna Roth, Anders Svensson.
Subtales – arior från medelklassen av Subfrau, Malmö stadsteater, premiär 21 januari 2011, Intiman, Malmö. Regi: Ellen Nyman, scenografi & kostym: Sissel Romme Christensen, originalmusik och ljuddesign: Henrik Rambe, ljus: Carina Persson. I rollerna: Sonja Ahlfors, Kristina Alstam, Anna Andersson, Ida Løken, Maria Palsdottir, Lotten Roos, Marika Salomaa-Kivelä, Sofia Törnqvist, Joanna Wingren.
Jobs lidanden av Hanoch Levin, Judiska teatern i Stockholm, premiär 1 oktober 2011. Översättning: Ervin Rosenberg, dramaturgi: Susanne Marko, regi: Philip Zandén, scenografi: Lars Östbergh, kostym: Behnaz Aram, ljusdesign: Linus Fellbom, originalmusik: Henrik Rambe. I rollerna: Magnus Roosmann, Bashkim Neziraj, Per Sandberg, Erik Magnusson, Joel Spira, Christoffer Nordenrot, Leif Sandqvist.
Spökhotellet av Georges Feydeau, Stockholms stadsteater, premiär 11 april 2012, Stora scenen. Översättning: Nils Gredeby, regi: Philip Zandén, scenografi: Lars Östbergh, kostym: Annsofi Nyberg, originalmusik: Henrik Rambe, ljusdesign: Linus Fellbom, ljud: Tomas Florhed, mask: Katrin Wahlberg. I rollerna: Lennart Jähkel, Jacob Nordenson, Tomas Norström, Jörgen Thorsson, Kalle Malmberg, Michael Segerström, Ulf Eklund, Siri Hamari, Joakim Gräns, Maria Salomaa, Tova Magnusson, Ida Steén, Kristina Falkborg, Naddine Edman, Tuva Maja Jansson, Wilma Enegren Ekström, Stella Hildersten, Arnold Vestin, Gustaf Asplund, Jonathan Bjuggfält, Niklas Smålänning, Alfred Stedt.
Kød og Blod av Graense-loes, premiär 28 oktober 2013, Bådteatret, Köpenhamn. Regi: Leiv Arne Kjøllmoen, scenografi: Sissel Romme Christensen, originalmusik och ljuddesign: Henrik Rambe, dramaturgi: Jane Rasch. I rollerna: Kristine Elmedal och Thomas Nielsen. Produktionsledare: Jonas Schou Hansen, PR: Janne Schnipper, producent: Signe Allerup
Sarah Bernhardt – memoarer av John Murrell, Stockholms stadsteater, premiär 3 maj 2014, Lilla scenen. Översättning: Ingemar Karlsson och Claire Wikholm, regi: Philip Zandén, scenografi: Lars Östbergh, kostym: Charles Koroly, ljusdesign: Sutoda, originalmusik: Henrik Rambe. I rollerna: Claire Wikholm och Åke Lundqvist.
Den vita kråkan – Eichmann i Jerusalem av Donald Freed, Teater Theatron, premiär 13 februari 2015, Teaterhuset Bastionen, Malmö. Översättning och dramaturgi: Jan Mark, regi: Tomas Lindström, scenografi: Carina Lundgren Carlestam, originalmusik och ljudbild: Henrik Rambe, ljusdesign: Kicki Renberg. I rollerna: Zeljko Santrac och Suzanna Santrac.
Musikarrangemang och ljuddesign:
Allt om min mamma av Pedro Almodóvar, Stockholms stadsteater, premiär 14 november 2008, Stora scenen. Manus: Samuel Adamson, översättning: Mats Kjelbye, dramaturg: Susanne Marko, regi: Philip Zandén, scenografi: Peter Holm, kostym: Sven Haraldsson, ljus: Linus Fellbom, Musik: Alberto Iglesias, Musikarrangemang och ljuddesign: Henrik Rambe, Ljud: Marcus Johansson. I rollerna: Marie Richardson, Alexander Stocks, Jessica Zandén, Hanna Alström, Jonas Hellman-Driessen, Maria Salomaa, Meg Westergren, Sofi Helleday, Ulf Eklund, Francisco Sobrado, Richard Forsgren.
Sista dansen av Carin Mannheimer, Stockholms stadsteater, premiär 7 maj 2009, Stora scenen. Regi: Malin Stenberg, scenografi: Lars Östbergh, kostym: Anna Heymowska, Musik: Anders Blad och Daniel Ekborg, ljus: William Wenner, ljuddesign: Henrik Rambe, ljud: Tomas Florhed och Niklas Nordström, mask: Kjerstin Elg. I rollerna: Yvonne Lombard, Meg Westergren, Meta Velander, Lena-Pia Bernhardsson, Lennart Jähkel, Åke Lundqvist, Lars Lind, Niklas Falk, Lotta Östlin Stenshäll, Eva Rexed, Jacob Nordenson, Elisabet Carlsson, Lena B Eriksson, Tina Råborg, Francisco Sobrado, Shebly Niavarani, Robert Panzenböck, Alice Pietsch, Sofia Welin.

## Filmproduktioner
Originalmusik
Mannen med kulorna (kortfilm), Cinemantrix, världspremiär: 7 juni 2009, Santa Monica, Kalifornien USA , manus: Hans Montelius, regi: Hans Montelius, foto: Mats Ardström, scenograf: Christian Jönsson, klippning: Emil Stenberg, originalmusik: Henrik Rambe, ljudteknik: Rickard Berglind och Teo Kourkoulis, B-foto: Anders Rönnqvist och Martin Gustafsson, steadycam: Nestor Salazar, kostym och smink: Kim Norman, m.fl. I rollerna: Lukas Loughran, Jonas Larsson
Midsommar – sju blommor under kudden (kortfilm), Cinemantrix, världspremiär: 27 juni 2009, San Antonio, Texas USA, manus: Hans Montelius, regi: Hans Montelius, foto: Niclas Ribbarp, scenograf: Christian Jönsson, klippning: Hans Montelius, ljudteknik: Teo Kourkoulis och Martin Gustafsson, mixning: Teo Kourkoulis, kostym: Christian Jönsson, smink: Kim Norman, regiassistent: Malin Hellstrand, m.fl. I rollerna: Helena Eckerstrand, Sara Zommorodi, Nathalie Söderqvist
Tillbaka (kortfilm), regi och foto: Karin Pennanen, originalmusik: Henrik Rambe. I rollen: Maria Salomaa. Premiär på Yle Fem (Finland) 31 oktober 2012.
Okrönta (dokumentär), regi och foto: Katja Turpeinen, originalmusik: Henrik Rambe, Premiär på Yle Fem (Finland) 4 april 2013.
Film Noir (kortfilm), regi: Jan Emzén, foto: Gunnar Nydren och Jan Emzén, art direction: Jan Emzén, originalmusik: Henrik Rambe. I rollerna: Charlotta Jonsson, Henrik Rambe, Christoffer Nordenrot, Håkan Mohede m.fl. I post-produktion.
RE: (långfilm), CherryKillFilms / Film i Skåne,  regi: Andreas Lindergård, foto: Markus Lindgren, klippning: Andreas Lindergård, Ulrika Rang, originalmusik: Henrik Rambe, ljud: Johannes Hansson, mixning: Peter Klässman, colorist: Johan Eklund. I rollerna: Jenny Lampa, Anders Möller, Ariadna Kozlovski, Angelina Dudus, Hanna Sjögren, Ahnna Rasch, Björn Löfgren, Annika Lundgren, Karen-Helene Haugaard, Lou Vega Sjöwall, Marcus Ovnell, Andreas Lindergård, Henrik Rambe.
Regi/Foto
"Stormen på Hven" (presentationsfilm), regi och foto: Henrik Rambe. Med Jan Mark, Peter Holm, Peter Oskarson, Charlotta Jonsson, Helena Nizic m.fl.
"Euridice – en opera i vardande" (presentationsfilm), regi: Henrik Rambe och Susanne Marko, manus: Susanne Marko och Henrik Rambe, foto: Henrik Rambe. Med Susanne Marko, Henrik Rambe, Alejandra Goic, Philip Zandén och Staffan Göthe.
"Kabaré Unik" (dokumentationsfilm – en film om ett arbetsrehabiliterande pilotprojekt i Lund), regi och foto: Henrik Rambe
"Klosters Fälad" (presentationsfilm), regi, foto, musik: Henrik Rambe. 
"Den vita kråkan - Eichmann i Jerusalem" (långfilm baserad på teateruppsättning). Manus: Donald Freed, översättning och bearbetning: Jan Mark, teaterregi: Tomas Lindström, filmregi: Henrik Rambe, foto: Martin Axkull och Andreas Lindergård, musik: Henrik Rambe, scenografi: Carina Lundgren Carlestam. I rollerna: Zeljko Santrac och Suzanna Santrac.  